# 기본권
기본권(基本權, 영어: fundamental rights)은 인간이 인간으로서 살아 나가기 위해 꼭 필요한 기본적인 권리이다.
기본권은 시대마다 변한다. 그래서 현대 헌법에는 과거에는 중요시 여기지 않았던 부분, 최근에 문제가 된 것에 대해 기본권을 부여한다. 생활 관념상 기본권은 언제나 연령과 관련이 됨인데 소위 성별 유형이 삭제돼야 기본권의 속성이 도출 된다.

## 국제연합(UN)
1. 거주이전의 자유
2. 종교의 자유
3. 표현의 자유
4. 자유권(Right to liberty)
5. 자결권
6. 결사의 자유
7. 집회의 자유
8. 사상의 자유
9. 적법절차의 자유

## 인도 공화국
- 평등권
- 자유권 (표현의 자유 보장 등)
- 종교의 자유
- 문화적이고 교육적인 권리
- 착취에 대항할 권리
- 교육권
- 프라이버시 권리(2017년 개정)

## 유럽연합(EU)
1. 존엄권 : 고문, 노예, 사형, 등과 같은 인간의 존엄성에 대한 권리
2. 자유권
3. 평등권 : 아동의 권리, 연장자의 권리, 문화적/종교적/언어적 다양성, 장애인(disability)에 대한 기본권, 연령과 성적 지향 등에 대한 법안의 평등에 관한 조항이다.
4. 연대권(Solidarity) : 부당 해고와 대한 보호, 헬스케어 접근, 주거지원, 디슨트 워크(Decent work), 노동자 권리 등이 들어가 있다.
5. 시민권 :EU 시민에 관한 권리.
6. 정의(Justice)
7. 일반 조항(General Provisions)

## 대한민국
한국 같은 경우 시대에 따라 요구하는 것이 생기고 변했지만 이에 대해 개정은 1987년 이후 하나도 없다.

### 기본권의 양면성
기본권의 양면성이라 함은 기본권이 주관적 공권으로서 성질을 지니면서 동시에 객관적 가치질서로서의 성질을 갖는다는 것을 말한다. 관련 헌재 판결로는 1995.6.29 93헌바45가 있다. 기본권의 주관적 공권성과 객관적 가치질서성은 상호기능적인 보완관계에 있다.

### 기본권의 특성
인종, 성별 등에 구애받지 않고 모든 인간이 보편적으로 누릴 수 있는 보편성, 인간만이, 인간이기에 당연히 갖는 고유성, 인간으로서 존재하는 한 누릴 수 있는 항구성, 인간을 위한 권리이므로 제한할 수 있으나 본질적 내용은 침해할 수 없다는 불가침성, 천부인권으로서의 자연권성등을 가진다.  대통령 역시 소속 정당을 위하여 정당활동을 할 수 있는 사인으로서의 지위와 국민 모두에 대한 봉사자로서 공익실현의 의무가 있는 헌법기관으로서의 지위를 동시에 갖는데 최소한 전자의 지위와 관련하여는 기본권 주체성을 갖는다

### 기본권의 경합
기본권의 경합이란 하나의 기본권주체가 국가에 대하여 하나의 동일한 사건에서 둘 또는 그 이상의 기본권을 동시에 주장하는 경우를 말한다. 다시 말하자면 한 기본권주체의 행위에 여러 기본권이 적용될 수 있는 경우를 말한다.

#### 기본권의 유사경합
외견상 기본권의 경합처럼 보이지만 실제로는 기본권의 경합이 아닌 것을 기본권의 유사경합이라고 한다. 경합한다고 주장하는 기본권이 그 기본권의 보호영역을 벗어난 경우에 성립한다.

### 기본권의 충돌
상이한 기본권의 주체가 상충하는 권익을 실현하기 위하여 국가에 대하여 각기 대립되는 기본권의 효력을 주장하는 사건말한다.

#### 기본권의 유사충돌
기본권의 적용을 주장하는 자의 행위가 당해 기본권규정의 보호영역을 벗어난 것인 때에는 진정한 의미에서의 기본권 충돌이 아니라 기본권의 유사충돌에 불과하다.

### 기본권의 대사인적 효력
기본권이 사인 상호간의 법률관계에도 그 효력을 미친다는 것을 의미한다. 기본권의 대사인효에 따르면 제3자는 다른 개인의 기본권을 존중하고 이를 침해해서는 아니된다. 기본권의 대사인적 효력은 오늘날 개인의 자유와 권리가 국가에 의해서만 침해되는 것이 아니라 단체 또는 개인에 의해서도 침해되고 그 수가 증가하는 현실을 반영한다

### 헌법에 명시되지 않은 기본권
대한민국 헌법의 경우, 헌법에 명시되지 않은 기본권을 도출하는 경우 원리, 원칙, 제도 등에서 기본권이 바로 도출되는 경우 이외에는 헌법 제10조 또는 제37조 제1항에 의해서 도출된다.
- 헌법 제10조
  - 모든 국민은 인간으로서의 존엄과 가치를 가지며, 행복을 추구할 권리를 가진다. 국가는 개인이 가지는 불가침의 기본적 인권을 확인하고 이를 보장할 의무를 진다.
- 헌법 제37조 제1항
  - 국민의 자유와 권리는 헌법에 열거되지 아니한 이유로 경시되지 아니한다.

반면에, 대한민국은 미국의 적법절차원리의 판례이론을 대부분 수용하고 있는데, 미국의 적법절차 이론에 의하면, 헌법에 명시되지 않은 기본권을 자연권에서 도출하는데, 자연권을 직접 표현하지는 않으며 미국 수정헌법 제14조의 적법절차조항에서 도출하고 있다. 대한민국은 현행의 제9차 개정헌법 제12조 제1항 제3항에서 적법절차를 명문으로 규정하고 있다.
- 헌법 제12조 제1항
  - 모든 국민은 신체의 자유를 가진다. 누구든지 법률에 의하지 아니하고는 체포·구속·압수·수색 또는 심문을 받지 아니하며, 법률과 적법한 절차에 의하지 아니하고는 처벌·보안처분 또는 강제노역을 받지 아니한다.
- 헌법 제12조 제3항
  - 체포·구속·압수 또는 수색을 할 때에는 적법한 절차에 따라 검사의 신청에 의하여 법관이 발부한 영장을 제시하여야 한다. 다만, 현행범인인 경우와 장기 3년이상의 형에 해당하는 죄를 범하고 도피 또는 증거인멸의 염려가 있을 때에는 사후에 영장을 청구할 수 있다.

### 자유권
대한민국 헌법은 대한민국 헌법 제2장을 통해 국민의 권리와 의무를 명시하고 있다. 기본권으로서는 행복추구권(10조), 평등(11조), 자유(12조 ~ 22조), 재산권의 보장(23조), 참정권(24조 ~26조), 재판에 관한 권리(27조 ~30조), 교육권(31조), 노동권(32조~33조), 생존권 및 복리증진의 권리(34조), 환경권(35조), 양성평등(36조), 헌법에 명시되지 않은 기본권에 대한 보호(37조) 등이 보장되고 있다.

### 평등권
헌법 제 11조에는 국민의 법 앞의 평등을 명시하고 있다. 누구든지 성별, 종교 또는 사회적 신분에 의하여 정치적, 경제적, 사회적, 문화적 생활의 모든 영역에 있어서 차별을 받지 않는다. 헌법상 법 앞의 평등은 단순히 법원리를 선언한 것에 불과한 것이 아니라, 주관적 공권으로서의 기본권이다.